# Impunidad diplomática
Impunidad diplomática es el primer libro del periodista chileno Francisco Martorell, publicado en Argentina en 1993 por la Editorial Planeta. 
El ensayo aborda las escandalosas circunstancias que llevaron a la exoneración del embajador de la Argentina en Chile durante el gobierno de Carlos Menem, Oscar Spinosa Melo. En el libro Spinosa Melo es acusado de extorsionar a diversas figuras de la política y el empresariado chileno, tras haber participado en sus fiestas donde predominaba el consumo de drogas y el libertinaje.

## Censura
En Chile fue prohibido tras el acogimiento de un recurso de protección interpuesto por el empresario Andrónico Luksic Craig, aludido en el libro. Luksic presentó dicho recurso ante la Corte de Apelaciones de Santiago el mismo día de la publicación del libro, y la Corte dictó una orden de no innovar que prohibió de forma temporal el ingreso, distribución y circulación de Impunidad diplomática en el país, lo cual confirmó en fallo del 31 de mayo de 1993. Martorell apeló a la decisión ante la Corte Suprema mediante un recurso extraordinario, el cual fue rechazado el 15 de junio de 1993, prohibiendo el libro de manera definitiva.
Martorell acudió a la Comisión Interamericana de Derechos Humanos, la cual en un informe del 3 de mayo de 1996 recomendó al Estado de Chile que «levante la censura que, en violación del artículo 13 de la Convención Americana, pesa con respecto al libro». Sin embargo, el Gobierno de Chile, acogido en la separación de poderes, respondió que «no puede considerarse que una decisión independiente adoptada por el Poder Judicial, que admite un recurso prescrito por la Constitución, constituya violación de un derecho humano».

## Índice
- «Para tener en cuenta»
- «La llegada de Spinosa»
- «Denuncia en Venecia»
- «Los amigos de Marilú»
- «El entorno santiaguino»
- «Una fábrica de diplomáticos»
- «Spinosa y la mediación papal»
- «La mano derecha y socio»
- «Se inician las jodas de Oscar»
- «Los Luksic: "Buenos muchachos"»
- «Las fiestas múltiples»
- «El ocaso del embajador»
- «La violación»
- «El subsecretario»
- «Amenaza y confesión»
- «Marilú se escapa (julio de 1991)»
- «La extorsión»
- «Las primeras pistas»
- «La declaración de Julio»
- «La boca de Spinosa»